# Ateliers de Constructions Albert Bovy

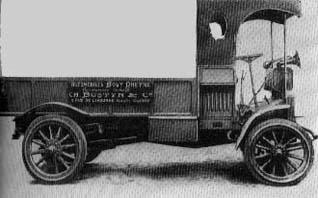
Lastkraftwagen von 1906 oder 1907

Die Ateliers de Constructions Albert Bovy war ein belgischer Hersteller von Automobilen und Nutzfahrzeugen aus Molenbeek-Saint-Jean.

## Unternehmensgeschichte
Albert Bovy und J. Dheyne gründeten 1902 das Unternehmen. 1902 begann die Produktion von Autos und Nutzfahrzeugen mit dem Markennamen Bovy, selten auch Bovy-D’Heyne. Albert Bovy starb 1929. 1930 wurde das Unternehmen von Brossel übernommen und die Fahrzeuge anschließend als Bovy-Pipe vermarktet. 1952 endete auch deren Produktion.

## Fahrzeuge
Das erste Modell war der Tourisme, den es von 1902 bis 1906 gab. Das Nachfolgermodell 12 CV mit einem Zweizylindermotor mit 2281 cm³ Hubraum entstand bis 1912. Darauf folgten die beiden Vierzylindermodelle 12/16 CV und 28/30 CV. Diese vier Modelle gab es sowohl als Personenwagen als auch als Nutzfahrzeug.
Nach dem Ersten Weltkrieg wurden nur noch Nutzfahrzeuge hergestellt.